# Klzká hora
Klzká hora (1115 m) – szczyt w Wielkiej Fatrze na Słowacji. Wznosi się w jej części zwanej  Szypską Fatrą po południowej stronie osady Studničná będącej częścią wsi Komjatná.
Klzká hora znajduje się pomiędzy szczytem Tlstá hora (1065 m) i przełęczą Sedlo pod Radičinou, oddzielającą ją od szczytu Radičiná (1127 m). Stoki północno-zachodnie opadają do dolinki wcinającej się w północne stoki przełęczy Sedlo pod Radičinou. Stoki południowo-wschodnie opadają do doliny potoku Likavka (Likavčanka).
Klzká hora jest porośnięta lasem, bezleśna jest tylko dolna część jej południowo-wschodnich stoków (tzw. Dúbravice). W partiach szczytowych i na południowo-wschodnich stokach znajdują się liczne wapienne wychodnie. Nie prowadzi przez nią żaden znakowany szlak turystyczny.